# Joralemon Street Tunnel
Il Joralemon Street Tunnel, in origine chiamato Brooklyn-Battery Tunnel, è un tunnel della metropolitana di New York situato sotto l'East River, tra Manhattan e Brooklyn, aperto al traffico il 9 gennaio 1908. I binari all'interno sono parte della linea IRT Lexington Avenue, utilizzata, in questo tratto, da due services, le linee 4 e 5. 
Fu il primo tunnel metropolitano sottomarino a collegare Manhattan e Brooklyn e il 9 febbraio 2009 è stato inserito nel National Register of Historic Places, lista governativa ufficiale delle strutture considerate da preservare.

## Storia
La costruzione del tunnel, che consiste in due canne di ghisa tra di loro parallele lunghe 661 metri, ebbe luogo tra il 1903 e il 1907, utilizzando il metodo dello scudo. Clifford Milburn Holland, che si sarebbe in seguito occupato anche di altri tunnel della metropolitana di New York, fu uno degli ingegneri a cui venne assegnato il progetto.
Tuttavia, vari problemi di costruzione portarono a pericoli di allagamento, con conseguente ricostruzione di ampi tratti per garantire la sicurezza dei passeggeri. Inoltre, il 28 marzo 1905, un incidente nel tunnel pressurizzato determinò uno scoppio che spinse un operaio attraverso il fango e poi per 12 metri in aria. La costruzione del tunnel portò poi alla trasformazione del civico 58 Joralemon Street in una stazione di ventilazione e in un'uscita d'emergenza.
Il primo treno attraversò il Joralemon Street Tunnel in direzione Brooklyn alle 12:45 circa del 9 gennaio 1908. Il 17 marzo 1984, il tunnel fu invece luogo di un deragliamento, che non ebbe però conseguenze mortali.
Il Joralemon Street Tunnel fu uno dei diversi tunnel sotto l'East River ad essere inondati in seguito al passaggio dell'uragano Sandy nell'ottobre 2012. Questo tunnel, insieme al Rutgers Street Tunnel, era per la MTA una priorità nell'ambito delle riparazioni, in quanto trasporta alcune delle linee più trafficate di tutta la rete metropolitana. L'acqua relativa all'inondazione venne rimossa dal tunnel il 31 ottobre e il successivo 3 novembre alle ore 10:00 il servizio nel tunnel fu ripristinato.